# Sun Air of Scandinavia
Sun Air of Scandinavia — датская региональная авиакомпания со штаб-квартирой в городе Биллунн (коммуна Биллунн), работающая в сфере регулярных коммерческих авиаперевозок под франшизой флагманской авиакомпании Великобритании British Airways. Под собственным брендом компания также выполняет чартерные рейсы и предоставляет услуги аэротакси
Портом приписки авиакомпании и её главным транзитным узлом (хабом) является аэропорт Биллунна.

## История
Авиакомпания Sun Air of Scandinavia была основана и начала операционную деятельность в 1978 году. Первоначально предлагались услуги аэротакси и чартерных перевозок, однако уже к 1987 году компания вышла на рынок обслуживания регулярных коммерческих маршрутов. 1 августа 1996 года Sun Air of Scandinavia подписала франчайзинговое соглашение с British Airways, автоматически став аффилированным членом глобального авиационного альянса пассажирских перевозок Oneworld.
Полноправным владельцем авиакомпании является Нильс Сандберг, всего в штате компании работают 175 сотрудников.

## Маршрутная сеть

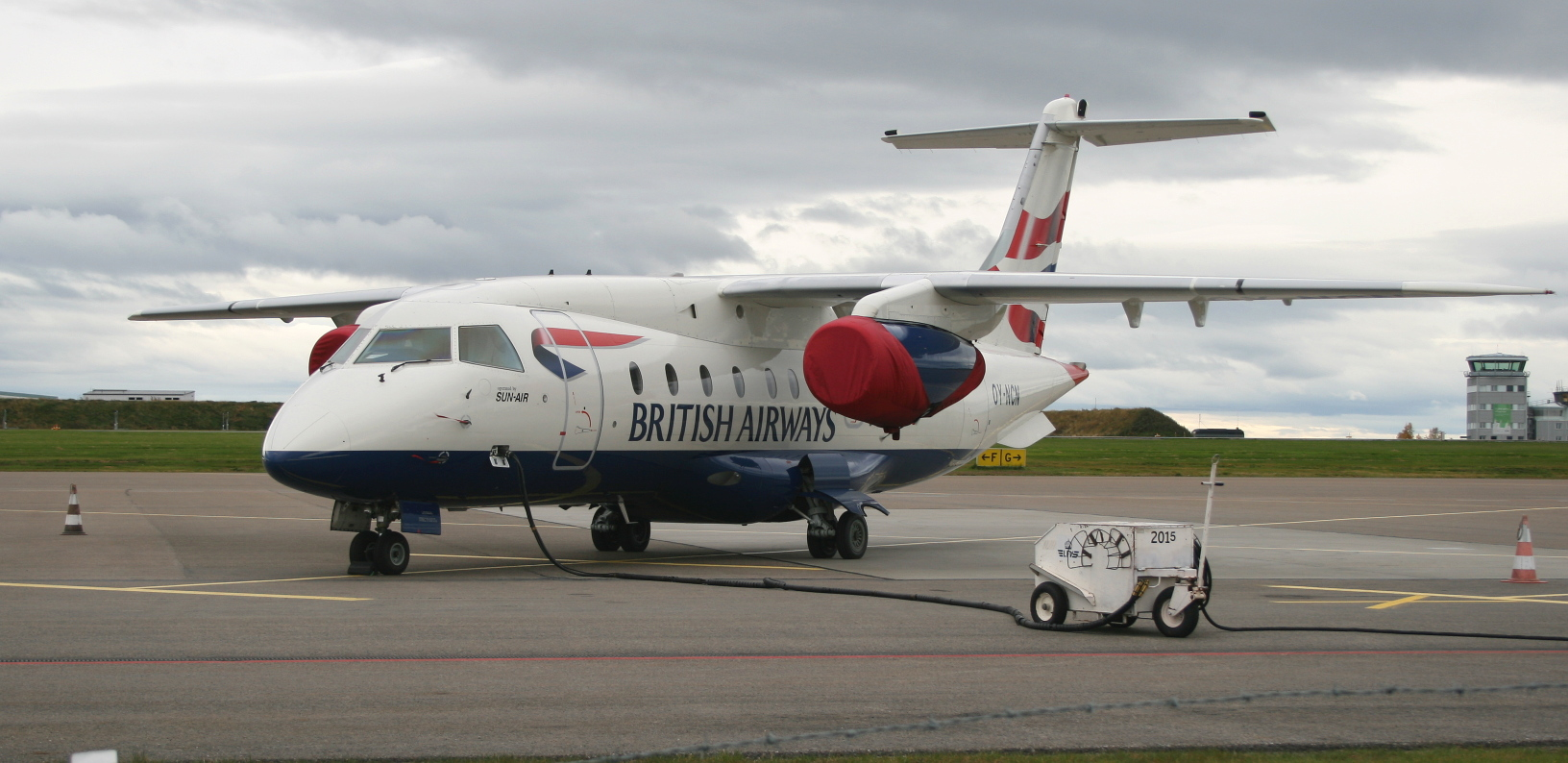
Fairchild Dornier 328JET авиакомпании Sun Air of Scandinavia в расцветке British Airways в аэропорту Эстерсунд (Швеция)

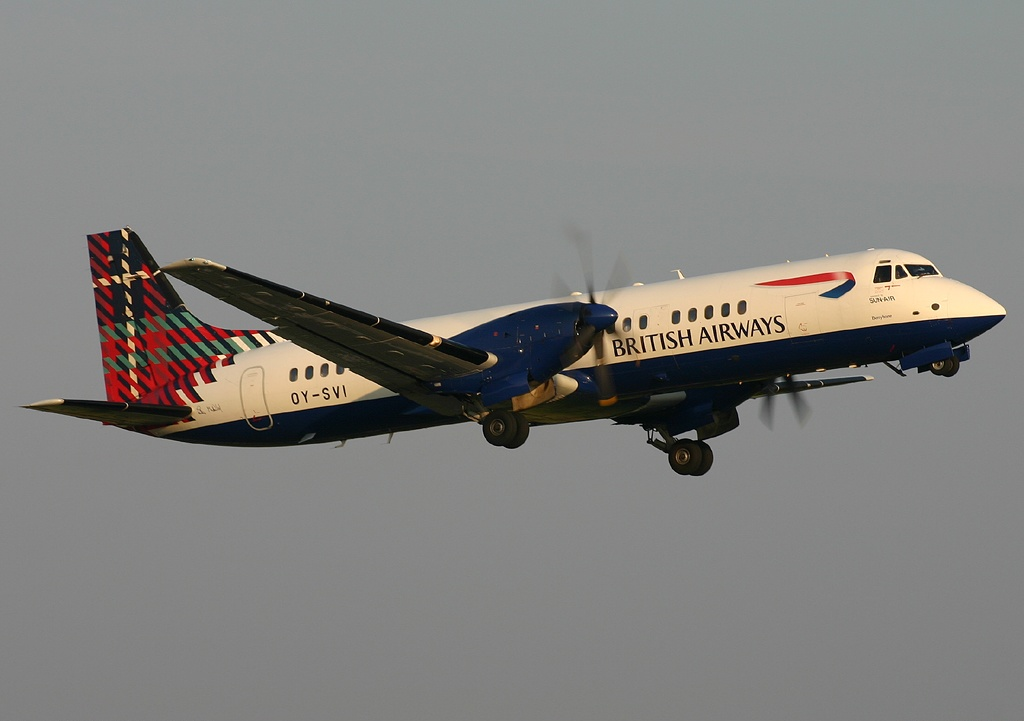
British Aerospace ATP

По состоянию на 10 июня 2012 года маршрутная сеть регулярных перевозок авиакомпании Sun Air of Scandinavia включала в себя следующие пункты назначения:
 Бельгия
- Брюссель — аэропорт Брюсселя

 Дания
- Ольборг — аэропорт Ольборга
- Орхус — аэропорт Орхуса
- Биллунн — аэропорт Биллунна, хаб

 Германия
- Дюссельдорф — международный аэропорт Дюссельдорфа
- Мюнхен — аэропорт Мюнхена

 Норвегия
- Осло — аэропорт Гардермуэн
- Берген — аэропорт Бергена

 Швеция
- Гётеборг — аэропорт Гётеборг-Ландветтер
- Стокгольм — аэропорт Стокгольм-Бромма

 Великобритания
- Лондон — аэропорт Лондон-Сити
- Манчестер — аэропорт Манчестера

## Флот

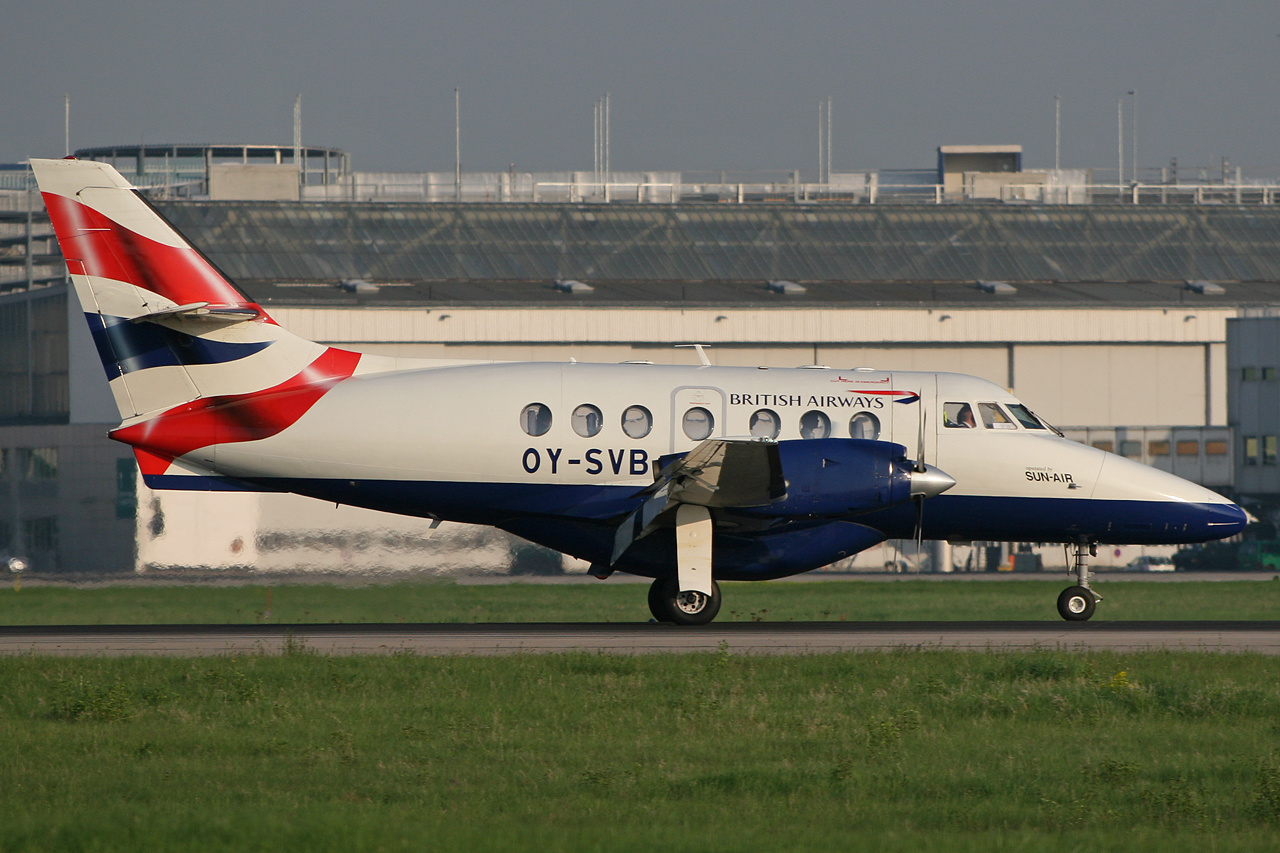
Jetstream 32 авиакомпании Sun-Air Of Scandinavia